# Bawerdjed
Bawerdjed war ein altägyptischer Beamter, Handels- und Entdeckungsreisender zur Zeit der 5. Dynastie (Altes Reich). Er trug den Titel eines „Gottessiegelbewahrers“ (ḫtmw-nṯr) und leitete während der Regierungszeit von König Djedkare (ca. 2410–2380 v. Chr.) eine Expedition nach Punt. Von dort brachte er einen „Zwerg der Gottestänze“, vielleicht ein Pygmäe, mit nach Ägypten. Über Bawerdjed und seine Reise sind keine zeitgenössischen Zeugnisse bekannt. Er wird lediglich in der Kopie eines Briefes von König Pepi II. (6. Dynastie) an den Expeditionsleiter Harchuf erwähnt, die letzterer an der Fassade seines Grabes auf der Qubbet el-Hawa anbringen ließ.